# Rebellion Racing
Rebellion Racing (dawniej Speedy Racing Team Sebah) – szwajcarski zespół wyścigowy, założony w 2007 roku. Zespół startował w FIA World Endurance Championship i 24h Le Mans. W historii startów ekipa pojawiała się również na liście startowej w Le Mans Series, Intercontinental LeMans Cup, American Le Mans Series oraz w European Le Mans Series.

## Historia
Zespół został założony w 2007 roku. W kategorii GT2 w tym samym roku załoga zajęła 6 miejsce, a ich kierowcy zajęli 13 miejsce. Rok później w Le Mans Series zespół wystawił załogi w klasach LMP2 i GT2. W klasach wystawiali następujące nadwozia; w LMP2 była to Lola B08/80, a w GT2 Spyker C8 Laviolette GT2-R. W swoich klasach załogi zajęły po 7 miejsce, a w klasyfikacji kieowców 15, 13, a Iradj Alexander zajął 27 miejsce. W 2009 roku ekipa wystawiła też dwie załogi, jednak ścigały się w klasach LMP1 i LMP2. W wyścigu 24h Le Mans załogi zajęły odpowiednio miejsca: załoga #13 14 miejsce w klasyfikacji generalnej i 12 w LMP1, a załoga #33 12 miejsce w klasyfikacji generalnej i 2 w LMP2. W wyścigu 1000km Silverstone załogi stanęły na podium w odpowiednich klasach i miejscach: na drugim w LMP1 i w generalnej klasyfikacji oraz pierwsze w LMP2. W swoich klasach załogi zajęły miejsca piąte i drugie, a w klasyfikacji kierowców 10, 3 i 8 Benjamina Leuenbergera. W 2010 roku zespół wystąpił z nową nazwą "Rebellion Racing". W klasie LMP1 załogi zajęły odpowiednio miejsce 3 i 5, a w klasyfikacji kierowców ich kierowcy byli odpowiednio siódmi i dziesiąci. W 24h Le Mans 2010 zespół wziął udział, ale obie załogi nie ukończyły wyścigu po odpowiednio 175 i 143 okrążeniach. W 2011 roku Rebellion oprócz występu w Le Mans Series wystąpili też w Intercontinental Le Mans Cup. W klasie LMP1 załoga zajęła 3 miejsce. W 2011 roku załoga zwyciężyła w klasyfikacji zespołów, a w klasyfikacji kierowców 2 i 3 miejsce. W 2011 roku zespół nawiązał współpracę z Lotus cars. W 2012 roku do zespołu doszedł Nick Heidfeld. W klasyfikacji generalnej kierowcy tego zespołu zajęli odpowiednio 4, 8, 14 i 24 miejsce. W trofeum LMP1 Rebellion Racing zajął 1 miejsce, a w 24h Le Mans 2012 zajęli 4 miejsce i 11 miejsce. W wyścigu Petit Le Mans 2012 załoga zajęła 1 miejsce. W sezonie 2013 "Rebellion Racing" stanął dwukrotnie na podium (na torze Interlagos i na torze w Fuji). W 24h Le Mans 2013 obie załogi miały problemy, w efekcie czego ekipa zajęła odpowiednio 39 i 40 miejsce ze stratą 73 okrążeń do zwycięzcy. W klasyfikacji zespołów prywatnych LMP1 szwajcarska ekipa wygrała klasyfikację bez walki.